# Vlado Šola
Vlado Šola, hrvaški rokometaš, * 16. november 1968.
Leta 2004 je na poletnih olimpijskih igrah v Atenah v sestavi hrvaške reprezentance osvojil zlato olimpijsko medaljo.